# Battambang (Provinz)
Battambang (Khmer បាត់ដំបង, Umschrift: Bătdâmbâng, IPA: [ɓatɗɑmɓɑŋ]) ist eine Provinz von Kambodscha mit gleichnamiger Provinzhauptstadt. Die Provinz liegt im Nordwesten des Landes und grenzt an Thailand.
Die Provinz hat 997.169 Einwohner (Stand: Zensus 2019). 2017 betrug die Einwohnerzahl 1.260.700.

## Verwaltung
Die Provinz Battambang ist in 14 Bezirke, 96 Gemeinden und 741 Dörfer unterteilt:
| Geocode | Khmer      | Bezirksnamen   |
| ------- | ---------- | -------------- |
| 0201    | ស្រុកបាណន់     | Banan          |
| 0202    | ស្រុកថ្មគោល    | Thma Koul      |
| 0203    | ក្រុងបាត់ដំបង   | Bat Dambang    |
| 0204    | ស្រុកបវេល     | Bavel          |
| 0205    | ស្រុកឯកភ្នំ    | Aek Phnum      |
| 0206    | ស្រុកមោងឫស្សី   | Moung Ruessei  |
| 0207    | ស្រុករតនមណ្ឌល | Rotanak Mondol |
| 0208    | ស្រុកសង្កែ     | Sangkae        |
| 0209    | ស្រុកសំឡូត     | Samlout        |
| 0210    | ស្រុកសំពៅលូន    | Sampov Lun     |
| 0211    | ស្រុកភ្នំព្រឹក   | Phnum Proek    |
| 0212    | ស្រុកកំរៀង     | Kamrieng       |
| 0213    | ស្រុកគាស់ក្រឡ   | Koas Krala     |
| 0214    | ស្រុករុក្ខគិរី   | Rukhakiri      |

## Geschichte

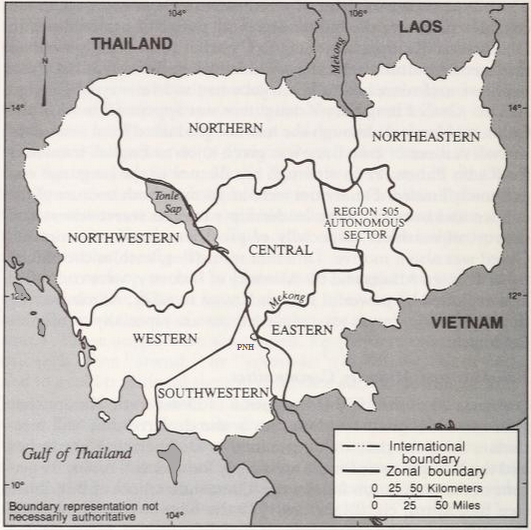
Einteilung von Democratic Kampuchea in Zonen zwischen 1975 und 1979.

Die Region gehörte zu Zeiten des Reiches von Angkor zu den wohlhabenden Gebieten des Herrschaftsgebietes. Die Territorien auf dem Gebiet der heutigen Provinz Battambang nannten sich damals Amogha Boreak und Bhima Boreak. Das Land war fruchtbar und produzierte viel Reis, Obst und Gemüse. Hinduistische und buddhistische Tempel zeugen noch heute von der Zugehörigkeit zum Khmerreich. In den Wirren während des Niederganges des Reiches von Angkor zwischen dem 15. und 18. Jahrhundert fiel die Region an das siamesische Königreich Ayutthaya.
1769 eroberte der siamesische König Taksin Battambang und Siem Reap. Der Khmer-Adelige Oknya Yomreach (Baen) fungierte während des Interregnums in Kambodscha 1782–1794 als eine Art Vizekönig und Vertreter siamesischer Interessen. Nach der Rückkehr des Königs Ang Eng nach Kambodscha wurde Baen 1794 unter dem Namen Chaophraya Aphaiphubet siamesischer Gouverneur von Battambang und Siem Reap. Diese wurden direkt der Regierung in Bangkok unterstellt und damit vom übrigen Kambodscha abgetrennt. Chaophraya Aphaiphubet war Stammvater der Familie Aphaiwong, in der das Gouverneursamt im folgenden Jahrhundert faktisch vererbt wurde. Auf Thailändisch hieß die Provinz Phra Tabong (พระตะบอง). Auch nach dem französisch-siamesischen Vertrag von 1867 verblieb der Nordwesten Kambodschas (die damaligen Provinzen Phra Tabong und Siem Reap) bei Siam, während der Rest des Landes französisches Protektorat wurde.
Erst 1907 musste Siam Battambang, Siem Reap und Sisophon an Frankreich abtreten. Infolge des Französisch-Thailändischen Kriegs gehörte Battambang von 1941 bis 1946 noch einmal zu Thailand. Battambang war damals eines der produktivsten Reisanbaugebiete Indochinas. Khuang Aphaiwong, Sohn des letzten siamesischen Gouverneurs von Phra Tabong, war in den 1940er-Jahren Ministerpräsident von Thailand.
Die Rückgabe Battambangs an Frankreich war Bedingung für die Aufnahme Thailands in die UNO. Nach der Unabhängigkeit Kambodschas 1953 wurde 1966 der nördlichste Teil der Provinz Battambang der neuen Provinz Oddar Meanchey zugeordnet. 1967 und 1968 kam es in der Provinz zu Aufständen gegen die Regierung Norodom Sihanouk (siehe Samlaut-Aufstand). Während der Herrschaft der Roten Khmer gehörte Battambang zur Nordwestlichen Zone. Battambang war 1977 das Ziel von großangelegten Umsiedlungen von Bewohner aus der Östlichen Zone. Durch die Umsiedlungen sollten Aufstände in dieser Zone unterdrückt werden. Viele der Zwangsumgesiedelten wurden kurz nach der Ankunft in Battambang ermordet. Sie galten durch ihre Nähe zu Vietnam als vietnamfreundlich. Viele Funktionäre der Zone hatten während des Vietnamkriegs zusammen mit vietnamesischen Truppen gegen das Regime Lon Nol gekämpft. Das Zentralkomitee der Kommunistischen Partei bereitete sich aber auf einen Krieg mit Vietnam um das Mekong-Delta vor. Nach der Invasion und dem Sturz der Roten-Khmer-Regierung 1968–1979 zogen sich viele Überlebende Rote Khmer nach Battambang zurück. 1984 kam es zu schweren Gefechten zwischen den vietnamesischen Besatzungstruppen und den Roten Khmer. 1986 wurde die Provinz Banteay Meanchey aus Battambang ausgegliedert. 1998 wurde Pailin, eine der letzten Hochburgen der Roten Khmer eigenständig, nach dem der Kommandant der Roten Khmer in Pailin Ieng Sary mit Premierminister Hun Sen einen Friedensvertrag geschlossen hatte. Der Vertrag gab den unterzeichnenden Rote Khmer weitreichende Rechte. So konnten sie die Ressourcen in den von ihnen beherrschten Gebieten in der Provinz wirtschaftlich ausbeuten und einen eigenen Grenzübergang nach Thailand unterhalten.

## Wirtschaft
Wirtschaftlich lebt die Region von ihrem starken landwirtschaftlichen Potential. 2006 wurden 536.830 Tonnen Reis produziert. Des Weiteren werden unter anderem Mais, Maniok, Süßkartoffeln, Bohnen und Chili angebaut. Ein zweiter Wirtschaftsbereich ist die Fischerei, Es gibt 12 Fischereigebiete, die 2006 7000 Tonnen Fisch produzierten. Hauptfang in der Regenzeit ist der Schlangenkopffisch (Snakehead). Das Landwirtschaftsministerium ist um Nachhaltigkeit bemüht und versucht illegale Fischerei einzudämmen.

## Natur
Auf dem Gebiet der Provinz wurde 1993 das Samlaut Multiple Use Area eingerichtet – ein Naturschutzgebiet mit dem letzten Regenwald Westkambodschas. Hier leben auch noch wilde asiatische Elefanten. Seit 2006 kooperiert die Parkverwaltung mit den Sequoia und Kings Canyon National Parks in den Vereinigten Staaten.

## Sehenswürdigkeiten
In der Provinz befinden sich die Hindutempel Wat Ek Phnom und Wat Banan.